# صفا راشد
صفا راشد (انگلیسی: Safaa Rashed؛ زادهٔ ۱ ژانویهٔ ۱۹۹۰) وزنه‌بردار اهل عراق است.
وی در مسابقات کشوری و بین‌المللی در مجموع برندهٔ ۲ مدال طلا، ۱ مدال برنز شده‌است.